# Ogella
Ogella es una playa situada en el municipio vizcaíno de Ispáster, País Vasco (España), es una playa con arena y rocas.

## Área
- Bajamar: 134.682 m²
- Pleamar: 20.322 m²